# Desa Tinapan
Desa Tinapan är en administrativ by i Indonesien.   Den ligger i provinsen Jawa Tengah, i den västra delen av landet, 500 km öster om huvudstaden Jakarta. Desa Tinapan ligger vid sjön Waduk Bentolo.